# Climat de Loir-et-Cher

Positionnement du département de Loir-et-Cher, (en rouge) par rapport à la carte de la France métropolitaine.

Le climat de Loir-et-Cher est de nature océanique.

## Données climatiques
Le climat de ce département est de type océanique dégradé des plaines du Centre hormis pour quelques communes du Val de Loire qui possèdent un climat océanique altéré dont Romorantin notamment. À noter qu'il existe un microclimat assez marqué sur le sud du Loir-et-Cher en Sologne. En effet, ce microclimat existe grâce à un type de terrain que l'on ne retrouve qu'en Sologne, le terrain sablonneux. Cette terre fine et assez pauvre absorbe de jour une très grosse partie du rayonnement solaire d'où cette différence atteignant parfois les 3 °C de plus en température maximale par rapport aux autres stations météorologiques implantées sur l'ensemble de la région Centre-Val-de-Loire ! De nuit, c'est l'inverse qui se produit avec un réfléchissement important du rayonnement lunaire. Par conséquent, la température minimale peut être de l'ordre de 3 à 6 °C de moins par rapport aux autres stations du département ou de la région !

## Réseaux des stations météorologiques en Loir-et-Cher
Il existe deux stations météorologiques professionnelles, la première se situe à Blois et la seconde à Romorantin-Lanthenay.
La station météorologique de Blois (47° 40′ 18″ N, 1° 14′ 24″ E altitude : 121 m) et de Romorantin-Lanthenay (47° 19′ 11″ N, 1° 41′ 15″ E altitude : 83 m) sont des stations professionnelles du département de Loir-et-Cher (type synoptique, niveau 0).E.
Il existe également 3 autres stations qui sont classées de niveau 1 :
- Montrieux-en-Sologne, Choue & Ouzouer-le-Marché

Enfin, il existe aussi quelques stations privées de Météo-France comme :
- Cheverny, Contres (Loir-et-Cher), Droué, Faverolles-sur-Cher, Lamotte-Beuvron, Selles-Saint-Denis, Selommes, Selles-sur-Cher, Vendôme, Villeny, Lisle (Loir-et-Cher), Theillay, Montoire-sur-le-Loir.

## Normales annuelles du département par station
Les données météorologiques consignées dans le tableau ci-dessous représentent les moyennes relevées sur une période de 25 ans pour Blois et sur une période de plus de 90 ans pour Romorantin/Pruniers.
Tableau résumant le nombre de jours de brouillard, de pluie, d'ensoleillement, d'orage, de neige entre Romorantin/Pruniers par rapport aux autres villes de France.
| Ville                | Ensoleillement · (h/an) | Pluie · (mm/an) | Neige · (j/an) | Orage · (j/an) | Brouillard · (j/an) |
| -------------------- | ----------------------- | --------------- | -------------- | -------------- | ------------------- |
| Médiane nationale    | 1 852                   | 835             | 16             | 25             | 50                  |
| Romorantin/Pruniers. | 1 743                   | 702             | 11             | 19             | 80                  |
| Paris                | 1 717                   | 634             | 13             | 20             | 26                  |
| Nice                 | 2 760                   | 791             | 1              | 28             | 2                   |
| Strasbourg           | 1 747                   | 636             | 26             | 28             | 69                  |
| Brest                | 1 555                   | 1 230           | 6              | 12             | 78                  |
| Bordeaux             | 2 070                   | 987             | 3              | 32             | 78                  |

Les deux tableaux suivants donnent les températures et précipitations moyennes pour les stations METAR de Blois et Romorantin.
| Mois                              | jan. | fév. | mars  | avril | mai   | juin  | jui.  | août  | sep.  | oct.  | nov. | déc. | année   |
| --------------------------------- | ---- | ---- | ----- | ----- | ----- | ----- | ----- | ----- | ----- | ----- | ---- | ---- | ------- |
| Température minimale moyenne (°C) | 0,7  | 0,3  | 2     | 3,9   | 7,7   | 10,6  | 12,4  | 11,7  | 8,7   | 6,8   | 3    | 1,1  | 5,8     |
| Température moyenne (°C)          | 4,1  | 4,6  | 7,5   | 10    | 13,8  | 17    | 19,2  | 18,8  | 15,4  | 12    | 7,1  | 4,5  | 11,2    |
| Température maximale moyenne (°C) | 7,6  | 9    | 13,1  | 16,1  | 20    | 23,5  | 26,1  | 25,9  | 22,2  | 17,2  | 11,2 | 7,9  | 16,7    |
| Ensoleillement (h)                | 64   | 84,7 | 142,9 | 171,8 | 197,6 | 213,9 | 229,8 | 225,1 | 180,9 | 115,6 | 67,1 | 50,4 | 1 743,6 |
| Précipitations (mm)               | 57,8 | 50,2 | 50,1  | 56,4  | 72,3  | 51,5  | 55,5  | 51,6  | 55,9  | 70,1  | 64,2 | 66,7 | 702,3   |

| Diagramme climatique                                  |          |           |             |           |              |              |              |             |             |           |            |
| J                                                     | F        | M         | A           | M         | J            | J            | A            | S           | O           | N         | D          |
| 7,60,757,8                                            | 90,350,2 | 13,1250,1 | 16,13,956,4 | 207,772,3 | 23,510,651,5 | 26,112,455,5 | 25,911,751,6 | 22,28,755,9 | 17,26,870,1 | 11,2364,2 | 7,91,166,7 |
| Moyennes : • Temp. maxi et mini °C • Précipitation mm |          |           |             |           |              |              |              |             |             |           |            |

| Mois                              | jan. | fév. | mars  | avril | mai   | juin  | jui.  | août  | sep.  | oct. | nov. | déc. | année   |
| --------------------------------- | ---- | ---- | ----- | ----- | ----- | ----- | ----- | ----- | ----- | ---- | ---- | ---- | ------- |
| Température minimale moyenne (°C) | 1,6  | 1,2  | 3,3   | 4,6   | 8,6   | 10,8  | 13,1  | 13,6  | 10,4  | 7,6  | 3,8  | 2,1  | 6,7     |
| Température moyenne (°C)          | 4,5  | 5    | 7,6   | 9,7   | 14,2  | 16,6  | 19,3  | 20,1  | 16,2  | 11,7 | 7,1  | 4,2  | 11,5    |
| Température maximale moyenne (°C) | 7,3  | 8,7  | 13    | 14,8  | 19,8  | 22,3  | 25,6  | 26,5  | 21,3  | 16,1 | 10,6 | 7,7  | 16,1    |
| Ensoleillement (h)                | 64,3 | 88,3 | 142,2 | 177,6 | 202,2 | 201,9 | 217,4 | 224,2 | 179,5 | 120  | 71,7 | 54,5 | 1 743,6 |
| Précipitations (mm)               | 56,6 | 53,2 | 33,4  | 61,9  | 52,9  | 48    | 44,8  | 38,2  | 69,3  | 57   | 71,7 | 70,8 | 657,8   |

| Diagramme climatique                                  |            |           |             |             |            |              |              |              |           |             |            |
| J                                                     | F          | M         | A           | M           | J          | J            | A            | S            | O         | N           | D          |
| 7,31,656,6                                            | 8,71,253,2 | 133,333,4 | 14,84,661,9 | 19,88,652,9 | 22,310,848 | 25,613,144,8 | 26,513,638,2 | 21,310,469,3 | 16,17,657 | 10,63,871,7 | 7,72,170,8 |
| Moyennes : • Temp. maxi et mini °C • Précipitation mm |            |           |             |             |            |              |              |              |           |             |            |

Ci-dessous, voici les normales annuelles du département pour les deux stations professionnelles du département de Loir-et-Cher.
| \| \|                |                      |                           |                                     |                        |                                         |
| Température minimale | Température maximale | Hauteur de précipitations | Nombre de jours avec précipitations | Durée d’ensoleillement | Nombre de jours avec bon ensoleillement |
| 5,8 °C               | 16,7 °C              | 702,3 mm                  | 113,8 j                             | 1743,6 h               | Supérieur ou égale à 55 h               |
|                      |                      |                           |                                     |                        |                                         |

Normales Annuelles : Blois
| \| \|                |                      |                           |                                     |                        |                                         |
| Température minimale | Température maximale | Hauteur de précipitations | Nombre de jours avec précipitations | Durée d’ensoleillement | Nombre de jours avec bon ensoleillement |
| 6,7 °C               | 16,1 °C              | 657,8 mm                  | Supérieur à 100 j                   | 1687,1 h               | Supérieur à 50 h                        |
|                      |                      |                           |                                     |                        |                                         |

## Données climatiques pour Romorantin/Pruniers & Blois-le-Breuil
Tableau des données climatiques de la station de Romorantin/Pruniers depuis son ouverture en 1921 :
| Mois                                        | jan.             | fév.             | mars             | avril            | mai               | juin             | jui.              | août             | sep.             | oct.             | nov.            | déc.              | année      |
| ------------------------------------------- | ---------------- | ---------------- | ---------------- | ---------------- | ----------------- | ---------------- | ----------------- | ---------------- | ---------------- | ---------------- | --------------- | ----------------- | ---------- |
| Record de froid (°C) date du record         | −10 17 jan 1985  | −20 14 fev 1929  | −14,7 1 mar 2005 | −7,1 4 avr 1973  | −4,2 7 mai 1957   | −0,8 5 jui 1976  | 2,4 1 jul 1975    | 1,2 25 aou 1966  | −2,5 30 sep 1972 | −8,8 30 oct 1997 | −12 22 nov 1993 | −18,4 29 dec 1964 | −10 1985   |
| Record de chaleur (°C) date du record       | 17,9 15 jan 1975 | 23,7 27 fev 2019 | 28,8 25 mar 1955 | 29,3 15 avr 2015 | 32,4 27 mai 2005  | 40 18 jui 2022   | 42 25 jul 2019    | 41,2 5 aou 2003  | 36,6 7 sep 1934  | 32,1 2 oct 2023  | 23,8 7 nov 2015 | 20,2 3 dec 1953   | 42 2019    |
| Nombre de jours avec gel                    | 13,6             | 14,1             | 11,3             | 5,8              | 0,7               | 0                | 0                 | 0                | 0,4              | 3,3              | 9,4             | 13,4              | 72         |
| Record de vent (km/h) date du record        | 97,2 22 jan 1995 | 111,6 3 fev 1990 | 104,4 1 mar 1982 | 94 16 avr 1986   | 103,3 21 mai 2014 | 101,5 7 jui 2019 | 100,8 17 jul 1987 | 112 15 aou 2001  | 93,6 7 sep 1995  | 90 30 oct 2000   | 97,2 7 nov 1982 | 169,2 29 dec 1955 | 169,2 1955 |
| Record de pluie en 24 h (mm) date du record | 37,2 16 jan 2004 | 26 18 fev 1937   | 38,7 29 mar 2024 | 37,8 25 avr 1995 | 56 16 mai 1988    | 49,2 26 jui 2009 | 61,3 09 jul 2017  | 55,7 30 aou 1958 | 70,4 21 sep 1993 | 49,2 6 oct 1977  | 37 30 nov 2003  | 30,9 16 dec 2011  | 70,4 1993  |

Relevés des données climatiques ayant été reportés à la station de Blois-le-Breuil depuis son ouverture en 1990.
| Mois                                        | jan.              | fév.              | mars             | avril            | mai               | juin               | jui.              | août              | sep.             | oct.             | nov.              | déc.              | année      |
| ------------------------------------------- | ----------------- | ----------------- | ---------------- | ---------------- | ----------------- | ------------------ | ----------------- | ----------------- | ---------------- | ---------------- | ----------------- | ----------------- | ---------- |
| Record de froid (°C) date du record         | −13,7 7 jan 2009  | −16 9 fev 2012    | −11 1 mar 2005   | −5 6 avr 2021    | −1,5 2 mai 2021   | 0,1 1 jui 2006     | 5,1 22 jul 2008   | 3,9 26 aou 2018   | 2,5 29 sep 2008  | −3,1 29 oct 1997 | −11,7 30 nov 2010 | −11,5 30 dec 1996 | −16 2012   |
| Record de chaleur (°C) date du record       | 16 13 jan 1998    | 22,9 27 fev 2019  | 25,9 31 mar 2021 | 28,9 30 avr 2005 | 31,4 27 mai 2005  | 39 18 jui 2022     | 41,6 25 jul 2019  | 39,5 10 aou 2003  | 35,5 8 sep 2023  | 30,3 2 oct 2023  | 21,9 7 nov 2015   | 17,6 7 dec 2000   | 41,6 2019  |
| Nombre de jours avec gel                    | 10,6              | 10,9              | 7,1              | 2,3              | 0                 | 0                  | 0                 | 0                 | 0                | 0,9              | 3,8               | 10,9              | 46,4       |
| Record de vent (km/h) date du record        | 120,2 23 jan 2009 | 132,5 28 fev 2010 | 108 10 mar 2008  | 98,2 3 avr 2018  | 100,8 13 mai 2002 | 104,4 04 juin 2003 | 115,2 20 jul 1992 | 118,8 08 aou 1992 | 91,1 24 sep 2012 | 106,6 7 oct 2009 | 97,2 14 nov 2002  | 129,6 26 dec 1999 | 133,3 2010 |
| Record de pluie en 24 h (mm) date du record | 27,6 27 jan 1995  | 26,6 25 fev 1995  | 38,6 13 mar 2001 | 39 30 avr 2015   | 50,8 28 mai 2016  | 38,4 8 jui 2009    | 34,8 23 jul 2007  | 36,1 12 aou 2014  | 46,2 7 sep 2010  | 31,3 14 oct 2012 | 40,8 1 nov 1999   | 29 15 dec 2011    | 50,8 2016  |

## Autres records départementaux
Une rafale de vent maximale a été enregistrée le 28 février 2010 à Choue avec 119 km/h
Une rafale de vent maximale a été enregistrée le 11 décembre 2017 avec 107 km/h à Ouzouer-le-Marché
Une rafale maximale de vent a été enregistrée le 28 février 2010 avec 107 km/h à Montrieux-en-Sologne.
La température maximale atteinte à Montrieux-en-Sologne vaut 42,3 °C le jeudi 25 juillet 2019.
Une température minimale de −16,4 °C a été reportée à Ouzouer-le-Marché le 30 novembre 2010.
La température minimale atteinte à Montrieux-en-Sologne vaut −16,1 °C le jeudi 9 février 2012.
Enfin le record de pluviométrie à Montrieux-en-Sologne vaut 65,8 mm le dimanche 9 juillet 2017.
A noter que la température maximale départementale de tous mois confondus est de 42,3 °C à Montrieux-en-Sologne le 25 juillet 2019.
A noter que la température minimale de tous mois confondus est de −22 °C à Theillay le 17 janvier 1985.
Le record départemental de pluie norme OMM revient à la station de Vernou-en-Sologne avec 112.3 mm sous un violent orage le 30 août 1958. Plusieurs bondes d'étangs se sont brisées causant une violente crue de la Bonneure et du Beuvron notamment dans les communes de Bracieux et Tour-en-Sologne.